# Raión de Krásnaya Zariá
El raión de Krásnaya Zariá (ruso: Краснозо́ренский райо́н) es un distrito administrativo y municipal (raión) ruso perteneciente a la óblast de Oriol. Se ubica en el este de la óblast. Su capital es Krásnaya Zariá.
En 2023, el raión tenía una población de 5146 habitantes.
El raión es limítrofe al este con la óblast de Lípetsk. Su territorio es completamente rural.

## Subdivisiones
Comprende 53 localidades rurales, agrupadas en los siguientes cinco asentamientos rurales:
- Krásnaya Zariá (la capital distrital)
- Pokróvskoye (con sede del ayuntamiento en Protásovo)
- Rososhenski
- Trúnovo (con sede del ayuntamiento en Kliúchiki)
- Uspenye (con sede del ayuntamiento en Pol-Uspenye)